# Selskabet for Arbejderhistorie
Selskabet for Arbejderhistorie (SFAH), tidligere Selskabet til Forskning i Arbejderbevægelsens Historie, blev dannet 4. december 1970 som et resultat af det opsving, studiet af arbejderbevægelsens historie oplevede fra slutningen af 1960’erne. Ved oprettelsen tog foreningen navnet Selskabet til Forskning i Arbejderbevægelsens Historie. Men i 2016 vedtog man et ændre navnet til det mere mundrette Selskabet for Arbejderhistorie. 
Forskning i og formidling af arbejderbevægelsens historie havde tidligere først og fremmest været foretaget af arbejderbevægelsen selv. Men fra 1970’erne og frem blev det i højere grad historikere og andre fagfolk, som kom til at dominere feltet. Det skabte nye perspektiver og vinkler på historien og gav i det hele taget historieskrivningen en noget anden karakter.
De første år udgav SFAH både Årbog for arbejderbevægelsens historie (1972-1994) og Meddelelser om forskning i arbejderbevægelsens historie (1973-1994). I 1982 skiftede Meddelelser navn til Arbejderhistorie, og i 1995 blev årbogen integreret som et årligt temanummer i Arbejderhistorie, der samtidig fik det nuværende format. Udgivelsen af såvel tidsskrift som bøger er non-profit-udgivelser.
Siden dannelsen har både forskningen og SFAH udviklet sig betydeligt. Efter 1970’ernes og 1980’ernes stærke politisering og den efterfølgende afmatning er arbejdet i SFAH i dag præget af et livfuldt engagement og mange aktiviteter. Det viser sig gennem afholdelse af foredragsarrangementer, studiecafeer for studerende på universiteterne, afholdelse af Arbejderhistoriske Læsekredse, udgivelse af månedlige nyhedsbreve, produktion og udgivelse af en arbejderhistorisk podcastserie samt opslag på Facebook med nyt og 'gammelt' fra arbejderbevægelsens begivenheder både i Danmark og internationalt. 
I 2014 indledte selskabet en tradition med afholdelse af årlige Arbejderhistoriefestivaler, hvor der over en hel dag bydes på foredrag, debat, film og præsentation af udgivelser inden for selskabets emnekreds.
Ud over løbende arrangementer og udgivelsesvirksomhed uddeles hvert år Arbejderhistorieprisen til én eller flere yngre historikere. Prisen uddeles i samarbejde med Arbejdermuseet & Arbejderbevægelsens Bibliotek og Arkiv samt Arbejdermuseets Venneforening.
SFAH er en medlemsorganisation, som er åben for enhver, der interesserer sig for arbejderbevægelsens og arbejderklassens historie, i Danmark såvel som internationalt. Selskabet har i øjeblikket omkring 350 medlemmer landet over. SFAH er politisk og organisatorisk uafhængig og ledes af en medlemsvalgt bestyrelse, der er forpligtet ift. foreningens vedtægter og den årlige generalforsamling. Tidsskriftet Arbejderhistorie redigeres af en uafhængig redaktion.
I oktober 2018 modtog SFAH på kongressen i Dansk El-Forbund fagforbundets kulturpris på 50.000 kr. ligesom selskabet har fået priser fra Grafisk Almen Fond.
SFAH står bag podcaststationen Radio Stjernen, som udsender kortere eller længere podcasts om en bred vifte af arbejderhistoriske emner. 
I 2023 afholdt SFAH i samarbejde med fagforeninger i det midtjyske, afdelinger af Faglige Seniorer og Arbejderhistorisk Samling Ringkøbing Amt en arbejderhistoriefestival i Silkeborg.
SFAH har også i samarbejde med Jyderup Højskole i 2021 og Gram Højskole i 2022 afholdt Arbejderhistorisk Sommerhøjskole.